# 정은아 (1965년)
정은아(鄭恩娥, 1965년 9월 25일 ~ )는 대한민국의 방송인이다.

## 생애
서울특별시에서 태어났으며, 수도여자고등학교 재학 기간 동안 학교 방송반에서 방송인으로서의 경험을 쌓았다. 한국외국어대학교 한국어교육과 재학 당시에는 기자를 꿈꾸기도 했으나 친구의 조언으로 아나운서로 계획을 바꾸었다.
1990년 KBS 공채 17기로 입사하였으며, 주부 대상 아침 토크 쇼 프로그램인 《아침마당》의 진행을 맡았다. 20대 중반의 나이에 주부들의 가정사 문제 등을 다루는 프로그램을 진행하면서 '냉철한 균형감각을 유지하면서 출연자들에게 따뜻한 시선을 잃지 않는' 그의 정체성을 확립하였다.
1997년 4월 KBS를 퇴사하고 프리랜서를 선언하였다.
SBS 《한선교·정은아의 좋은아침》을 진행하면서 주부 프로그램 진행자로서의 이미지는 계속 살리는 한편, 《21세기 위원회》, 《칭찬합시다》, 《비타민》 등 다양한 오락 프로그램을 진행하였다.
2001년에는 배우 박상원 등과 함께 모범 납세자로 '대통령 표창장'을 받았다.

## 학력
- 서울아현초등학교 (졸업)
- 금란여자중학교 (졸업)
- 수도여자고등학교 (졸업)
- 한국외국어대학교 한국어교육학과 (졸업)
- 연세대학교 언론홍보대학원 방송영상학과 (졸업)

## 출연작

### 영화
- 《국화꽃 향기》  (2003년)

### 텔레비전 프로그램 진행
- 전국은 지금 1990년
- 아침마당 (1992년 1월 13일 ~ 1998년 6월 12일)
- 열린음악회 (1994년 4월 10일 ~ 1994년 10월 16일)
- TV는 사랑을 싣고 (1997년 3월 7일 ~ 1997년 5월 23일 이상 KBS 1TV.)
- 전국은 지금 1990년
- 도전! 회전목마
- TV교과서 학교야 놀자
- 비타민 (2003년 6월 29일 ~ 2013년 4월 3일)
- 경제 비타민 (2006년 11월 20일 ~ 2007년 10월 29일)
- 스펀지 2.0 (이상 KBS 2TV.)
- 한선교, 정은아의 좋은 아침 (1999년 1월 4일 ~ 2004년 1월 30일)
- 김승현, 정은아의 좋은 아침 (2004년 2월 2일 ~ 2008년 5월 2일)
- 이재룡, 정은아의 좋은 아침 (2008년 5월 5일 ~ 2009년 4월 24일)
- 시청자 세상 웃으며 사는 이야기 1998년
- 머리가 좋아지는 TV 1998년
- 결정 맛대맛 (이상 SBS.)
- 21세기 위원회 1998년
- 음악캠프 진행 1998년
- 휴먼다큐 희로애락
- 칭찬합시다 (이상 MBC.) 2001년
- 지금 해결해 드립니다 (채널A) (2011년 12월 2일)
- 여보세요 (JTBC) (2013년 1월 18일 ~ 2013년 3월 28일)
- 토크대발견 보물섬 (MBN) (2013년 2월 10일 ~ 2013년 3월 31일)
- 정은아의 성공노트 I.A.M (KBS W) (2013년 4월 27일)
- TV로펌 법대법 (TV조선) (2013년 7월 11일 ~ 2015년 3월 28일)
- 나는 몸신이다 (채널A) (2014년 12월 17일 ~ 2023년 5월 25일)
- 부부수업 파뿌리  (MBN) (2015년 6월 15일 ~ 2017년 1월 30일)

### 라디오 프로그램 진행
- 이택림, 정은아의 희망가요 (KBS 제2라디오)
- EBS 책 읽는 라디오 낭독 시리즈 (EBS FM)
- 세상의 모든 음악 (KBS 클래식FM, 2011~2013)
- 함께하는 저녁길 정은아입니다 (KBS 제1라디오, 2016)

### 텔레비전 광고
- CJ제일제당 맑은물이야기, 렌지레또
- 한화그룹
- 한국얀센 타이레놀
- 롯데제과 화이트이 껌
- 에넥스 휴먼퍼니처
- 한화투자증권
- 금강제화 금강제화 상품권 (with 차인표, 금난새)
- 현진종합건설 현진에버빌 (with 노주현)
- Hy 하루야채
- 부광약품 시린메드 에프
- 재능교육
- AIG손해보험
- 옥시레킷벤키저 옥시크린 쉐리 파워크린Z 옥시싹싹

### 기타
가수 김종서와 초등학교 동창이다.

## 상훈
- 1994년 ~ 1995년: KBS 우수프로그램 진행자상
- 1995년: 제22회 한국방송대상 아나운서 부문 대상
- 1997년: 제9회 한국방송프로듀서 대상-TV진행자 부문, 모델라인 선정 베스트드레서상
- 1998년: 한국외국어대학교 언론인회 선정 외언상 수상
- 1999년: 푸른미디어 좋은언어상 수상
- 2011년: 대통령 표창장
- 2006년: 제13회 대한민국 연예예술상 TV 진행상
- 2008년: SBS 방송연예대상 공로상
- 2008년: KBS 연예대상 쇼오락MC부문 최우수상